# Campeonato de Futsal de Concacaf de 2004
El Campeonato de Futsal de Concacaf de 2004 fue la 3ª edición del torneo de fútbol sala, que sirvió como clasificación de los dos equipos de la Concacaf para el Campeonato Mundial de futsal de la FIFA 2004 en Taiwán (oficialmente China Taipéi por razones políticas), que se jugó del  21 de noviembre al 5 del diciembre. 
Se disputó en el Palacio de los Deportes de Heredia.
Comenzó el 23 de julio de 2004 y finalizó el 31 de julio del mismo año. La sede fue en  Costa Rica y participaron ocho equipos que avanzaron después de jugar la eliminatoria previa.

## Clasificación del Caribe (CFU)

#### Grupo A
| Equipo                | PJ | PG | PEN | PP | GF | GC | Dif | Pts |
| --------------------- | -- | -- | --- | -- | -- | -- | --- | --- |
| Trinidad y Tobago     | 3  | 3  | 0   | 0  | 17 | 7  | +10 | 9   |
| Antillas Neerlandesas | 3  | 2  | 0   | 1  | 16 | 9  | +7  | 6   |
| Granada               | 3  | 1  | 0   | 2  | 10 | 16 | -6  | 3   |
| Puerto Rico           | 3  | 0  | 0   | 3  | 6  | 17 | -11 | 0   |

| Fecha               | Lugar |                       |                                  | Resultado |                                  |                       |
| ------------------- | ----- | --------------------- | -------------------------------- | --------- | -------------------------------- | --------------------- |
| 19 de abril de 2004 |       | Granada               | Bandera de Granada               | 2:6       | Bandera de Antillas Neerlandesas | Antillas Neerlandesas |
| 19 de abril de 2004 |       | Trinidad y Tobago     | Bandera de Trinidad y Tobago     | 4:2       | Bandera de Puerto Rico           | Puerto Rico           |
| 20 de abril de 2004 |       | Puerto Rico           | Bandera de Puerto Rico           | 1:6       | Bandera de Granada               | Granada               |
| 20 de abril de 2004 |       | Antillas Neerlandesas | Bandera de Antillas Neerlandesas | 3:4       | Bandera de Trinidad y Tobago     | Trinidad y Tobago     |
| 21 de abril de 2004 |       | Puerto Rico           | Bandera de Puerto Rico           | 3:7       | Bandera de Antillas Neerlandesas | Antillas Neerlandesas |
| 21 de abril de 2004 |       | Trinidad y Tobago     | Bandera de Trinidad y Tobago     | 9:2       | Bandera de Granada               | Granada               |

#### Grupo B
| Equipo                | PJ | PG | PEN | PP | GF | GC | Dif | Pts |
| --------------------- | -- | -- | --- | -- | -- | -- | --- | --- |
| Guyana                | 3  | 3  | 0   | 0  | 29 | 9  | +20 | 9   |
| Surinam               | 3  | 2  | 0   | 1  | 27 | 8  | +19 | 6   |
| San Vicente           | 3  | 1  | 0   | 2  | 4  | 18 | -12 | 3   |
| Islas Turcas y Caicos | 3  | 0  | 0   | 3  | 3  | 28 | -25 | 0   |

| Fecha               | Lugar |                       |                                         | Resultado |                                         |                       |
| ------------------- | ----- | --------------------- | --------------------------------------- | --------- | --------------------------------------- | --------------------- |
| 19 de abril de 2004 |       | Surinam               | Bandera de Surinam                      | 7:0       | Bandera de San Vicente y las Granadinas | San Vicente           |
| 19 de abril de 2004 |       | Guyana                | Bandera de Guyana                       | 11:2      | Bandera de Islas Turcas y Caicos        | Islas Turcas y Caicos |
| 20 de abril de 2004 |       | Islas Turcas y Caicos | Bandera de Islas Turcas y Caicos        | 1:15      | Bandera de Surinam                      | Surinam               |
| 20 de abril de 2004 |       | San Vicente           | Bandera de San Vicente y las Granadinas | 2:11      | Bandera de Guyana                       | Guyana                |
| 21 de abril de 2004 |       | Islas Turcas y Caicos | Bandera de Islas Turcas y Caicos        | 0:2       | Bandera de San Vicente y las Granadinas | San Vicente           |
| 21 de abril de 2004 |       | Surinam               | Bandera de Surinam                      | 5:7       | Bandera de Guyana                       | Guyana                |

#### Tercer lugar
| Fecha               | Lugar |         |                    | Resultado |                                  |                       |
| ------------------- | ----- | ------- | ------------------ | --------- | -------------------------------- | --------------------- |
| 23 de abril de 2004 |       | Surinam | Bandera de Surinam | 9:4       | Bandera de Antillas Neerlandesas | Antillas Neerlandesas |

#### Final
| Fecha               | Lugar |                   |                              | Resultado |                   |        |
| ------------------- | ----- | ----------------- | ---------------------------- | --------- | ----------------- | ------ |
| 23 de abril de 2004 |       | Trinidad y Tobago | Bandera de Trinidad y Tobago | 5:0       | Bandera de Guyana | Guyana |

### Clasificados al Campeonato de Futsal de Concacaf de 2004
| Bandera de Trinidad y Tobago | Bandera de Guyana | Bandera de Surinam |
| Trinidad y Tobago            | Guyana            | Surinam            |

## Equipos clasificados
| Costa Rica | Estados Unidos | México | Surinam           |
| Cuba       | Guyana         | Panamá | Trinidad y Tobago |

## Resultados

### Primera fase

#### Grupo A
| Equipo            | PJ | PG | PEN | PP | GF | GC | Dif | Pts |
| ----------------- | -- | -- | --- | -- | -- | -- | --- | --- |
| Costa Rica        | 3  | 3  | 0   | 0  | 23 | 2  | +21 | 9   |
| México            | 3  | 2  | 0   | 1  | 12 | 13 | -1  | 6   |
| Trinidad y Tobago | 3  | 1  | 0   | 2  | 12 | 16 | -4  | 3   |
| Surinam           | 3  | 0  | 0   | 3  | 10 | 26 | -16 | 0   |

| Fecha               | Lugar                |                   |                              | Resultado |                              |                   |
| ------------------- | -------------------- | ----------------- | ---------------------------- | --------- | ---------------------------- | ----------------- |
| 23 de julio de 2004 | Heredia (Costa Rica) | México            | Bandera de México            | 6:4       | Bandera de Trinidad y Tobago | Trinidad y Tobago |
| 23 de julio de 2004 | Heredia (Costa Rica) | Costa Rica        | Bandera de Costa Rica        | 13:1      | Bandera de Surinam           | Surinam           |
| 25 de julio de 2004 | Heredia (Costa Rica) | Surinam           | Bandera de Surinam           | 5:6       | Bandera de México            | México            |
| 25 de julio de 2004 | Heredia (Costa Rica) | Costa Rica        | Bandera de Costa Rica        | 6:1       | Bandera de Trinidad y Tobago | Trinidad y Tobago |
| 27 de julio de 2004 | Heredia (Costa Rica) | Trinidad y Tobago | Bandera de Trinidad y Tobago | 7:4       | Bandera de Surinam           | Surinam           |
| 27 de julio de 2004 | Heredia (Costa Rica) | Costa Rica        | Bandera de Costa Rica        | 4:0       | Bandera de México            | México            |

#### Grupo B
| Equipo         | PJ | PG | PEN | PP | GF | GC | Dif | Pts |
| -------------- | -- | -- | --- | -- | -- | -- | --- | --- |
| Cuba           | 3  | 2  | 1   | 0  | 13 | 4  | +9  | 7   |
| Estados Unidos | 3  | 1  | 2   | 0  | 9  | 3  | +6  | 5   |
| Panamá         | 3  | 1  | 1   | 1  | 10 | 7  | +3  | 4   |
| Guyana         | 3  | 0  | 0   | 3  | 6  | 24 | -18 | 0   |

| Fecha               | Lugar                |                |                           | Resultado |                           |                |
| ------------------- | -------------------- | -------------- | ------------------------- | --------- | ------------------------- | -------------- |
| 24 de julio de 2004 | Heredia (Costa Rica) | Estados Unidos | Bandera de Estados Unidos | 2:2       | Bandera de Panamá         | Panamá         |
| 24 de julio de 2004 | Heredia (Costa Rica) | Guyana         | Bandera de Guyana         | 3:10      | Bandera de Cuba           | Cuba           |
| 26 de julio de 2004 | Heredia (Costa Rica) | Estados Unidos | Bandera de Estados Unidos | 6:0       | Bandera de Guyana         | Guyana         |
| 26 de julio de 2004 | Heredia (Costa Rica) | Cuba           | Bandera de Cuba           | 2:0       | Bandera de Panamá         | Panamá         |
| 28 de julio de 2004 | Heredia (Costa Rica) | Panamá         | Bandera de Panamá         | 8:3       | Bandera de Guyana         | Guyana         |
| 28 de julio de 2004 | Heredia (Costa Rica) | Cuba           | Bandera de Cuba           | 1:1       | Bandera de Estados Unidos | Estados Unidos |

### Segunda fase
|  | Semifinales    | Semifinales    |   |        | Final      | Final |  |
|  |                |                |   |        |            |       |  |
|  |                |                |   |        |            |       |  |
|  |                |                |   |        |            |       |  |
|  | Cuba           | 5              |   |        |            |       |  |
|  | México         | 4              |   |        |            |       |  |
|  |                |                |   |        |            |       |  |
|  |                |                |   |        |            |       |  |
|  |                |                |   |        | Cuba       | 0     |  |
|  |                | Estados Unidos | 2 |        |            |       |  |
|  |                |                |   |        |            |       |  |
|  |                |                |   |        |            |       |  |
|  |                |                |   |        | 3º puesto  |       |  |
|  |                |                |   |        |            |       |  |
|  | Estados Unidos | 4              |   | México | 5          |       |  |
|  | Costa Rica     | 0              |   |        | Costa Rica | 12    |  |

#### Semifinales
| Fecha               | Lugar                |                |                           | Resultado |                       |            |
| ------------------- | -------------------- | -------------- | ------------------------- | --------- | --------------------- | ---------- |
| 30 de julio de 2004 | Heredia (Costa Rica) | Cuba           | Bandera de Cuba           | 5:4       | Bandera de México     | México     |
| 30 de julio de 2004 | Heredia (Costa Rica) | Estados Unidos | Bandera de Estados Unidos | 4:0       | Bandera de Costa Rica | Costa Rica |

#### Tercer lugar
| Fecha               | Lugar                |        |                   | Resultado |                       |            |
| ------------------- | -------------------- | ------ | ----------------- | --------- | --------------------- | ---------- |
| 31 de julio de 2004 | Heredia (Costa Rica) | México | Bandera de México | 5:12      | Bandera de Costa Rica | Costa Rica |

#### Final
| Fecha               | Lugar                |      |                 | Resultado |                           |                |
| ------------------- | -------------------- | ---- | --------------- | --------- | ------------------------- | -------------- |
| 31 de julio de 2004 | Heredia (Costa Rica) | Cuba | Bandera de Cuba | 0:2       | Bandera de Estados Unidos | Estados Unidos |

| Bandera de Estados Unidos    |
| 2° Campeonato Estados Unidos |

## Clasificados alMundial
| Bandera de Cuba | Bandera de Estados Unidos |
| Cuba            | Estados Unidos            |